# Маккензи, Колин, 11-й глава клана Маккензи
Колин Маккензи из Кинтайла по прозвищу «Кэм» («Кривой») (англ. Colin Cam Mackenzie, 11th of Kintail; умер 14 июня 1594) — шотландский племенной лидер, 11-й глава клана Маккензи (1568—1594), который значительно увеличил свои наследственные поместья благодаря королевской милости и энергичной карьере.

## Происхождение
Второй сын Кеннета Маккензи, 10-го вождя клана Маккензи из Кинтайла (умер 6 июня 1568), и леди Элизабет Стюарт, дочери Джона Стюарта, 2-го графа Атолла. Маккензи — клан из Россшира, получивший известность в 15 веке во время распада Лордства Островов.

## Королевская милость
Колин Маккензи сражалась на стороне Марии, королевы Шотландии, в битве при Лангсайде в 1568 году, где она потерпела поражение и была вынуждена покинуть королевство. Впоследствии он стал фаворитом её сына и преемника, нового короля Якова VI Стюарта. По словам его потомка, графа Кромарти, «на Севере не было никого, кого король уважал бы больше, чем этого Колина. Он сделал его одним из своих тайных советников и часто приглашал его стать дворянином; но Колин всегда отказывался от этого, стремясь скорее к тому, чтобы его семья отличалась властью, как бы выше их качеств, чем титулами, равными их власти».

## Наследование
Согласно Origines Parochiales Scotiae, «в 1570 году король Яков VI предоставил Колину Маккаинце, сыну и очевидному наследнику покойного Канцеоха из Кинтайла, разрешение стать наследником в его несовершеннолетнем возрасте всех земель и ренты в шерифстве Инвернесса, В 1572 году тот же король подтвердил грант, предоставленный Колином Макканзе из Кинтайла Барбаре Граунт, его невесте, во исполнение контракта между ним и Джоном Грантом из Фреши от 25 апреля 1571 года из его земель Климбо [Клаонабот], Кеппах [Кеппох], и Балличон, Мекле Иннереннет, Дерисдуан [Дорусдуайн] Бег, Маленький Иннернет, Дерисдуан [Дорусдуайн] Мойр, Аучадрейн, Кирктаун, Ардтуллох, Ровоч, Кухиссил, Таллич, Дереволл и Нуик, Инчхро, Моровоч, Гленлик, Иннерселл и Нуик, Аказардж, Кинлохбеанчаран [Лох-Беанначарайн] и Иннерчонрей в графстве Росс и шерифе Инвернесса. В 1574 году тот же Колин был назначен наследником своему отцу Кеннету Маккейнзи в давахе Леттерфернейн, давахе Гленшолл и других землях в баронстве Эллендонейн старой протяженности в пять марок».

## Чанонри-оф-Росс
В 1570 году между Маккензи и Манро вспыхнула ссора. Джон Лесли (1527—1596), епископ Росса, который был секретарем королевы Марии, опасаясь последствий общественных настроений против прелатства на Севере и против него лично, передал своему кузену Лесли из Балкуэра свои права на замок Чанонри-оф-Росс вместе с землями замка, чтобы лишить их церковной собственности и таким образом сохранить их для своей семьи. Несмотря на этот грант, регент королевства, граф Морей, передал замок Эндрю Манро из Милнтауна, строгому пресвитерианцу, пользовавшемуся большой благосклонностью графа Морея. Граф Морей пообещал Лесли часть земель баронства Финтри в Бьюкене в качестве эквивалента, но умер до того, как это соглашение было выполнено. Но в конечном итоге Лесли получил разрешение от графа Леннокса во время его регентства, а затем от графа Мара, его преемника на этом посту, на владение замком.
Желая получить замок себе, Колин Маккензи выкупили право Лесли, в силу чего потребовали сдачи замка. Когда Манро отказались, Маккензи предприняла длительную кампанию по захвату замка силой. Манро продержались три года, но в конце концов капитулировали. После этого они продолжали оставаться в плохих отношениях с Маккензи в течение многих лет.

## Вражда с Макдонеллами из Гленгарри
В 1580 году вспыхнула ссора между Маккензи и Макдонеллами из Гленгарри. Вождь Гленгарри унаследовал часть Лочалша, Лохкаррона и Лохбрума от своей бабушки Маргарет, одной из сестер и сонаследниц сэра Дональда Макдональда из Лочалша и внучки Селестин с островов. Отец Колина, Кеннет Маккензи, приобрел другую часть путем покупки у Дингуолла из Килдуна, сына другой сонаследницы сэра Дональда, 24 ноября 1554 года, и королева Мария Стюарт подтвердила грант королевской хартией. Трения, возникшие из-за этой непосредственной близости между Маккензи и Макдонеллом, переросли в открытую вражду, в ходе которой Руайри Маккензи из Редкасла (брат Колина) вторгся на земли Гленгарри с 200 людьми: сам Макдонелл был взят в плен, а трое его дядей убиты. В 1582 году Макдонелл подал жалобу в Тайный совет, который, расследуя это дело, приказал передать замок Стром, который Макдональд уступил Маккензи в качестве одного из условий своего освобождения, под временную опеку графа Аргайла. Согласно записям Тайного совета, сам Колин Маккензи содержался в открытой камере в замке Блэкнесс, чтобы ответить на любые обвинения, которые могли быть предъявлены ему.
Каким бы ни было личное участие Колина в убийствах, его отношения с Яковом VI не подвели его, и в 1586 году король даровал помилование «Колину Маккейнзи из Кинтайла и Родорику Маккейнзи из Охтерфейли» (Редкасл), «его брату, за участие и участие в жестоком убийстве Родорика Макаллестера в Стролле; Гори Макаллестера, его брата, в Стромкрейге; Рональда МакГори, сына последнего; Джона Роя Макэллэйна, вика Аллестера, в Питнеане; Джона Доу Макаллестера, вика Аллестера, в Кирктауне из Лохкарруна; Александр Макалланрой, слуга покойного Родорика; сэр Джон Монро в Лохбруме; Джон Монро, его сын; Джон Монро Хучоун и остальные их сообщники в ночной тишине на землях Ардманихтика, Далмартена, Кирктауна Лохкаррун, Блахат и другие части баронств Лохкаррун, Лохбрум, Рос и Кессейн, в шерифе Внутренности», а также за все другие их прошлые преступления.

## Конфликт с графом Хантли
Брат Колина, Рори «Мор» Маккензи из Редкасла, также был вовлечен в эпизод, который произошел в ходе преследования графом Хантли комиссии огня и меча против клана Макинтош. Вождь клана Макинтош был женат на сестре Маккензи, из-за чего Колин отправил Хантли сообщение с просьбой, чтобы с ней обращались вежливо. Когда граф Хантли ответил резким и невежливым ответом, Колин послал отряд из 400 человек под командованием Рори, чтобы догнать его. Размер сил Маккензи и скорость, с которой они были собраны и развернуты, очевидно, отговорили графа Хантли от дальнейшего выполнения своего поручения.

## Отношения с Тайным советом
Карьера, подобная карьере Колина Маккензи, не оставила его без врагов, и записи Тайного совета полны жалоб тех, кто был им обижен, включая (например) Кристиан Скримджера, вдову епископа Росса, Генри, лорда Метвена, Макдонелла из Гленгарри, Хью Фрейзера из Гисачана, «объединённых городов королевства» и Джеймса Синклера (мастера Кейтнесса).
Однако очевидно, что Колин Маккензи был искусным мореплавателем в коварных водах шотландской политики XVI века. 27 июля 1588 года Конвентом сословий он был назначен членом Комиссии, наделенной полномочиями по исполнению законов против иезуитов, папистов и других правонарушителей, а также другими обширными полномочиями. 24 мая 1589 года он был назначен комиссаром Инвернессшира, который должен был созвать свободных землевладельцев графства для выбора членов парламента, который должен был состояться в Эдинбурге 2 октября того же года. Вместе с Саймоном, лордом Ловатом, Джоном Грантом из Гранта, Лакланом Макинтошом из Макинтоша, Россом из Бальнагоуна, Гектором Манро, 17-м бароном Фоулисом и другими, он был выбран помощником комиссара юстиции в графствах Элгин, Нэрн и Инвернесс, в марте 1592—1593 года.
Он был назначен членом Тайного совета в июне 1592 года, но, похоже, в тот раз он не принял эту должность. Однако вскоре после этого он принял эту позицию, поскольку под датой 5 июля 1593 года записано, что «Колин Маккензи из Кинтайла, будучи принятым в Тайный совет, дал присягу» в общей форме.

## Приобретение территории
Помимо своих приобретений в Лохалше и Лохкарроне, Колин Маккензи (по словам графа Кромарти) «воевал с лордством Ардмеанах и баронством Делнис, Бреем Россом, за исключением Западного Ахначериха, Вестера Дрини и Таррадейла, которые Бейн из Таллоха и раньше враждовал, но счел своим интересом считать его непосредственным начальником, что, учитывая прежние владения земель Чанонства, значительно усилило его влияние. приобретая их имение; однако этот человек приобрел больше, чем все, что было до него, и добился такого значительного прогресса в этом, что то, что он приобрел, было приобретено по доброй воле его государя и явным, неоспоримым приобретением».
Колин получил хартию на баронство Ассинт 20 января 1591/1592 году (ушел в отставку его племянник Торкил Маклауд) и хартию церковных земель Эпплкросс и других 4 февраля 1591/1592 года.

## Брак и дети
В соответствии с брачным контрактом, заключенным 26 июля 1570 года, Колин женился на Барбаре, дочери Джона Гранта и леди Марджори Стюарт, дочери Джона Стюарта, 3-го графа Атолла. Её приданое составило 2000 мерков и половину земель Лохбрума (которые были переданы Гранту в 1546 году, но никогда не были заняты им и не пользовались им). Среди их детей были:
- Кеннет Маккензи, 1-й лорд Маккензи из Кинтайла (ок. 1569—1611), преемник своего отца и впоследствии был возведен в звание пэра как 1-й лорд Маккензи из Кинтайла.
- Родерик Маккензи из Койгича (ок. 1574—1626), «тьютор Кинтайла» и прародитель графов Кромарти. Он женился на Маргарет, дочери и наследнице Торкила Маклеода из Льюиса.
- Колин Маккензи (умер в мае 1650) из Киллина, женился сначала на Кэтрин Маклауд, а затем на Изобель, дочери Джона Маккензи Младшего из Гейрлоха.
- Александр Маккензи, женился на Джин, дочери сэра Томаса Фрейзера из Стричена и вдове сэра Джеймса Стюарта из Килкоя
- Мердок Маккензи (живущий в 1609 г.)
- Кэтрин Маккензи (умерла в мае 1593), вышла замуж за Саймона Фрейзера, 6-го лорда Ловата.
- Джанет Маккензи, вышла замуж за Гектора Ога Маклейна, 15-го вождя Маклейна.
- Мэри Маккензи, вышла замуж за сэра Дональда Горма Макдональда из Слита.

У Колина также был внебрачный сын Александр (умер в марте 1650) от Маргарет, дочери Родерика Маккензи из Давохмалуага. Александр был основателем двух боковых линий, Маккензи из Эпплкросса и Маккензи из Коула.

## Смерть
Колин Кэм Маккензи скончался 14 июня 1594 года в Редкасле и был похоронен в монастыре Боли.